# 로리 피터스
로리 피터스(Lauri Peters, 본명: Patricia Peterson, 1943년 7월 2일 ~ )는 미국의 배우, 무용가, 가수, 작가, 드라마 강사(drama tutor)이다.
디트로이트에서 태어났다.

## 영화
- 포 러브 오브 아이비 (1968년)
- 썸머 홀리데이 (1963년)
- 미스터 홉스 휴가 가다 (1962년)
- 딜론 보안관 (1955년)